# Steinweg 24 (Quedlinburg)

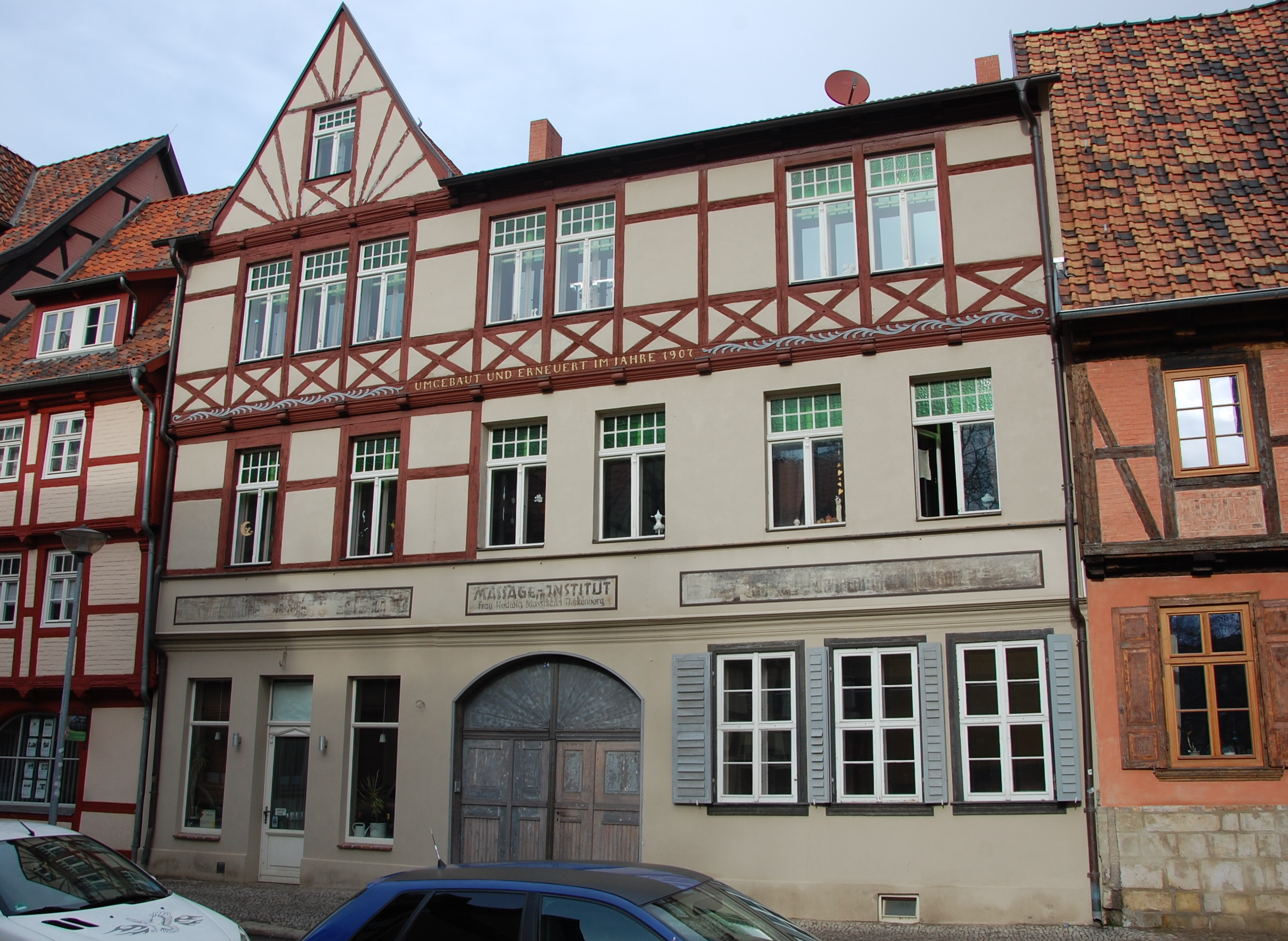
Steinweg 24

Das Haus Steinweg 24 ist ein denkmalgeschütztes Gebäude in der Stadt Quedlinburg in Sachsen-Anhalt.

## Lage
Es befindet sich in der historischen Quedlinburger Neustadt auf der Nordseite des Steinwegs. Westlich grenzt die gleichfalls denkmalgeschützte Börse, östlich das Haus Steinweg 25 an. Im Quedlinburger Denkmalverzeichnis ist es als Ackerbürgerhof eingetragen.

## Architektur und Geschichte
Das Wohnhaus des Hofs entstand vermutlich vor 1750. Ihrem Grundriss nach ist die Hofanlage jedoch älteren Ursprungs. Die Toranlage stammt aus der Zeit um 1830. Im Jahr 1907 wurde das Haus im Stil des Historismus umgestaltet. 
Die dreiseitige Bebauung des Hofs stammt überwiegend aus dem 19. Jahrhundert.